# بازی‌های گرسنگی: طلوع در روز برداشت
بازی‌های گرسنگی: طلوع در روز برداشت (انگلیسی: The Hunger Games: Sunrise on the Reaping) فیلم فیلم اکشن و ویران‌شهری آمریکایی است که توسط فرانسیس لارنس کارگردانی شده و فیلم‌نامهٔ آن را بیلی ری بر اساس رمان طلوع در روز برداشت اثر سوزان کالینز که در سال ۲۰۲۵ منتشر شده، نوشته است. این فیلم دنباله‌ای استندالون برای بازی‌های گرسنگی: تصنیف پرندگان آوازخوان و مارها (۲۰۲۳) و پیش‌درآمدی بر بازی‌های گرسنگی (۲۰۱۲) محسوب می‌شود و ششمین قسمت از مجموعه‌فیلم‌های بازی‌های گرسنگی است. در این فیلم جوزف زادا، ویتنی پیک، مکینا گریس، جسی پلمونس، کلوین هریسون جونیور، مایا هاک، لیلی تیلور، بن وانگ، ریف فاینز و ال فانینگ ایفای نقش می‌کنند. در ژوئن ۲۰۲۴، هم‌زمان با معرفی رمان، خبر ساخت فیلم اقتباسی طلوع در روز برداشت نیز اعلام شد و لارنس بار دیگر به عنوان کارگردان بازگشت. روند انتخاب بازیگران بین آوریل و مهٔ ۲۰۲۵ صورت گرفت. تصویربرداری اصلی از ۶ اوت ۲۰۲۵ در اسپانیا آغاز شد.
بازی‌های گرسنگی: طلوع در روز برداشت قرار است توسط لاینزگیت در ایالات متحده در ۲۰ نوامبر ۲۰۲۶ اکران شود.

## بازیگران
- جوزف زادا
- ویتنی پیک
- مکینا گریس
- جسی پلمونس
- کلوین هریسون جونیور
- مایا هاک
- لیلی تیلور
- بن وانگ
- ریف فاینز
- ال فانینگ
- ادوین رایدینگ

## تولید
در ژوئن ۲۰۲۴، همزمان با اعلام اینکه سوزان کالینز قسمت جدیدی از مجموعه بازی‌های گرسنگی با عنوان طلوع در روز برداشت را منتشر خواهد کرد، شرکت لاینزگیت ساخت فیلمی سینمایی براساس این کتاب را تأیید کرد و فرانسیس لارنس نیز در حال مذاکره برای بازگشت به عنوان کارگردان بود.

### انتخاب بازیگران
در آوریل ۲۰۲۵، حضور بازیگران جوزف زادا، ویتنی پیک، مکینا گریس و جسی پلمونس تأیید شد. در مه ۲۰۲۵، کلوین هریسون جونیور، مایا هاک، لیلی تیلور، بن وانگ، ریف فاینز و ال فانینگ نیز به جمع بازیگران پیوستند. گلن کلوز نیز در حال مذاکره برای حضور در این فیلم بود.

### فیلم‌برداری
تصویربرداری اصلی از ۶ اوت ۲۰۲۵ در اسپانیا آغاز شد.

## انتشار
بازی‌های گرسنگی: طلوع در روز برداشت قرار است در ۲۰ نوامبر ۲۰۲۶ در ایالات متحده اکران شود.